# Lilya Pavlovic-Dear
Lilya Pavlovic-Dear est une artiste peintre, graveuse, photographe et vidéaste américaine d'origine yougoslave née le 30 mai 1947 à Topola (Serbie). Elle réside à Paris.

## Biographie

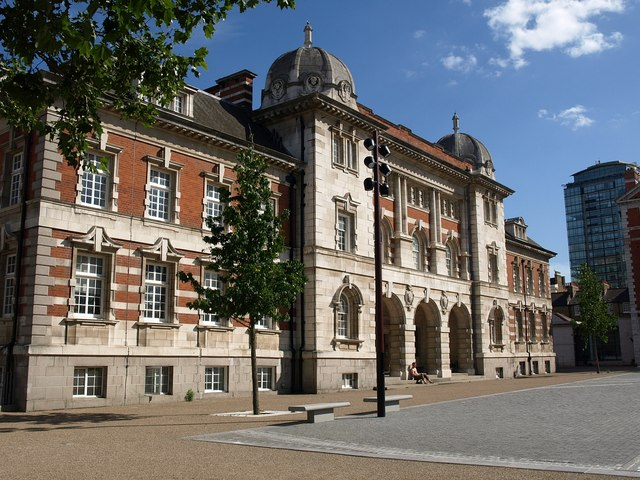
Chelsea College of Art and Design, Londres

Lilya Pavlović est successivement élève de l'Académie des arts de Belgrade puis, en 1973, du Chelsea College of Art and Design de Londres.
Elle enseigne à l'Université de Californie de Los Angeles de 1975 à 1977, puis s'installe à Paris en 1978, successivement au 35, rue de Surène, au 144, boulevard Haussmann et au 10, rue Poncelet.
À partir de 1994, elle fait durablement de Marco Polo et la route de la soie le thème majeur de son œuvre.
Son exposition de 2015 à la Fondation Querini Stampalia de Venise, intitulée L'eau, alternant des vues aériennes de paysages aquatiques et des installations suggérant le mouvement de l'eau, est dite s'inscrivant dans la continuité d'un travail sur les quatre éléments : « j'ai effectué une étude profonde sur l'eau, confirme-t-elle. J'ai réalisé de nombreuses photographies, peintures sculptées et installations. J'utilise des matériaux flexibles et légers afin de reproduire l'esprit de l'eau. Je découpe une multitude de couches de toiles qui sont ensuite assemblées sous forme de vagues, écume et cascades, avec de la pâte, des pigments, des liens d'acryliques… Avec la gamme, vert, turquoises et doré utilisée, je glorifie l'élément de l'eau ». « Travail intemporel », perçoit pour sa part Lydia Harambourg, conjointement « nourri par sa mémoire personnelle, les mythes méditerranéens et les préoccupations écologiques actuelles de la planète »,. 

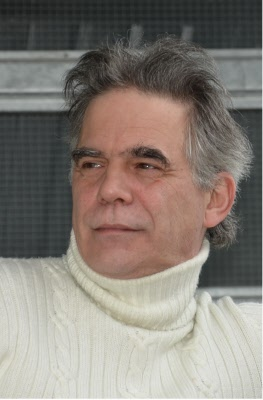
Bruno Giner

## Illustrations
- Bruno Giner, Per Tre & Contours, CD, œuvre de Lilya Pavlovic-Dear (Coraux turquoises) en couverture, disques Pierre Verany, 1996.

## Expositions

### Expositions personnelles

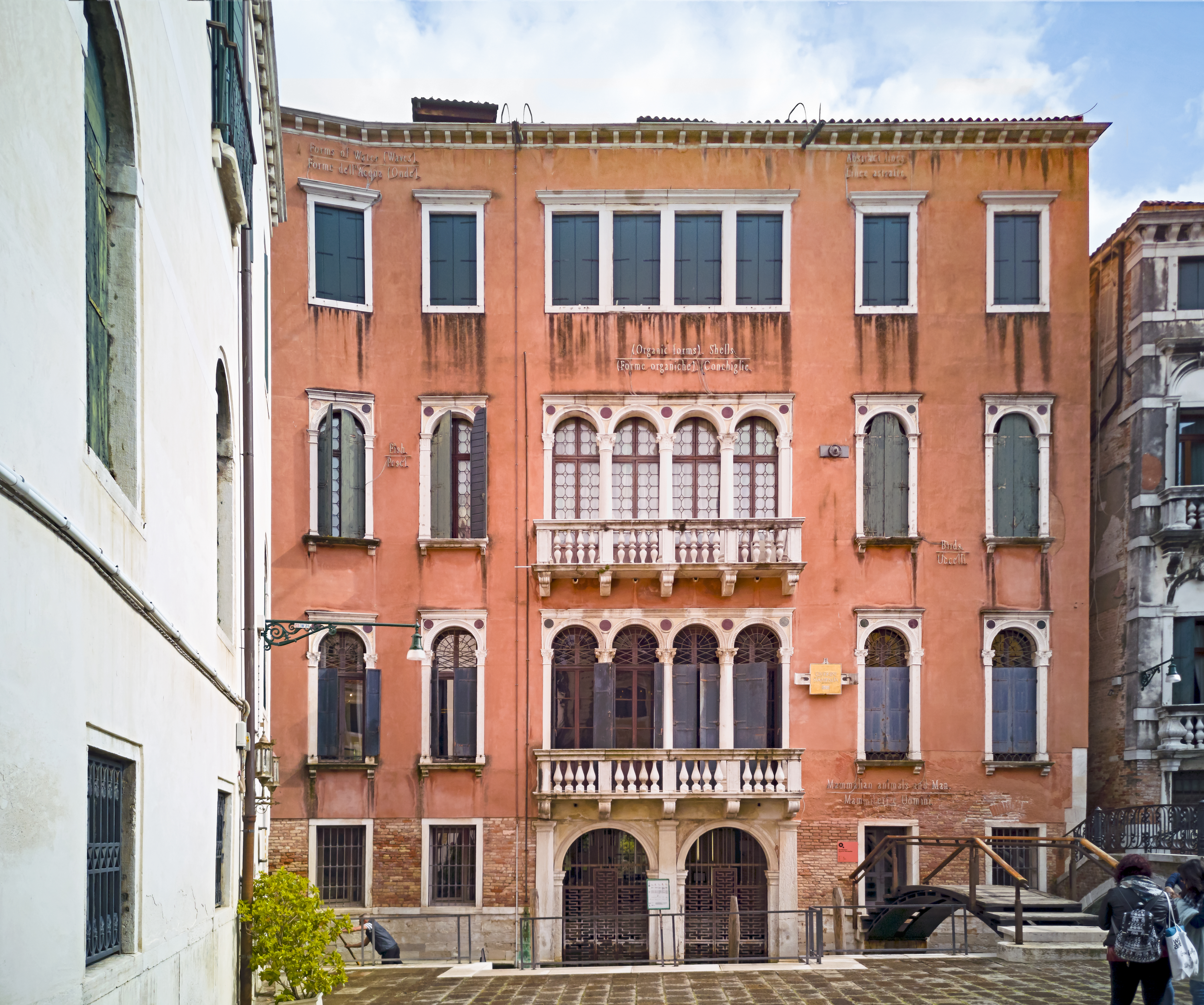
Fondation Querini Stampalia, Venise

- Bradford University Gallery, Bradford, 1973[7].
- Lilya Pavlovic-Bear - Gravures, Galerie Camille Renault, 133, boulevard Haussmann, Paris, février 1982[8].
- Lilya Pavlovic-Dear - La Route de la soie, Galerie Saint-Rémy, Meaux, 1995[9].
- Galerie Aktinos, Paris, 2010.
- Galerie du Conseil de l'Europe, Strasbourg, 2013[10].
- Mairie de Bandol, 2013[11].
- Lilya Pavlovic-Dear - L'eau éternelle, Galerie Feuillentine, Paris, novembre-décembre 2013[12],[13].
- Lilya Pavlovic-Dear - L'eau, Fondation Querini Stampalia, Venise, mai-août 2015[5],[6].
- L'eau par Lilya - Installation, Nicolas Gazeau - Paris Luxury Design, 25, rue de Bourgogne, Paris, décembre 2015[4].
- Lilya - La route de la soie, peintures, Galerie Thomé, 19, rue Mazarine, Paris, novembre-décembre 2018[14],[15].
- Donghua Zen Temple Gallery, Shaoguan, mai 2019.
- Lilya Pavlovic-Dear : Les offrandes de Gaïa - Le cycle de la mer et de l'eau, Galerie Orenda, 54, rue de Verneuil, Paris, mai-septembre 2021.

### Expositions collectives

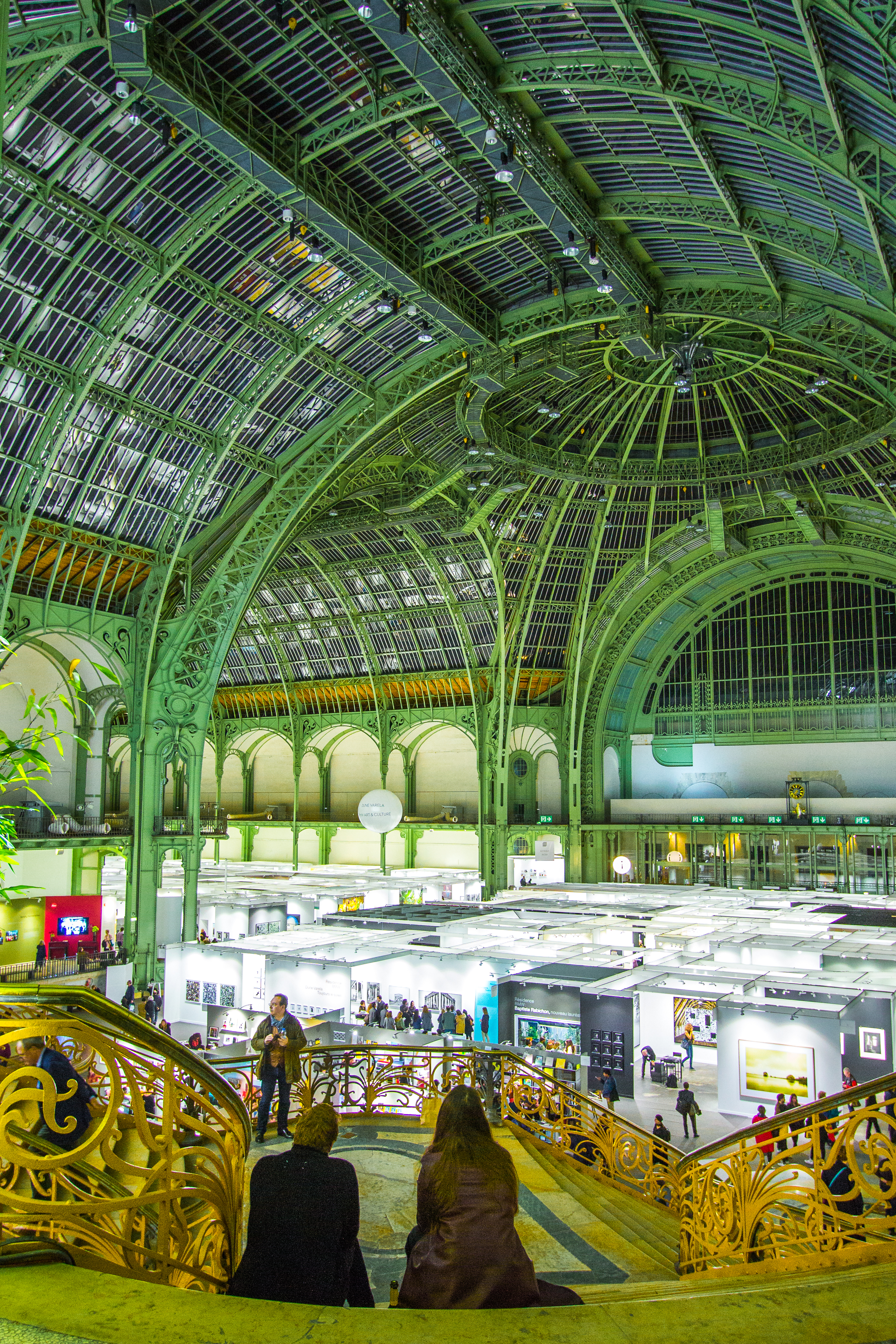
Grand Palais, Paris

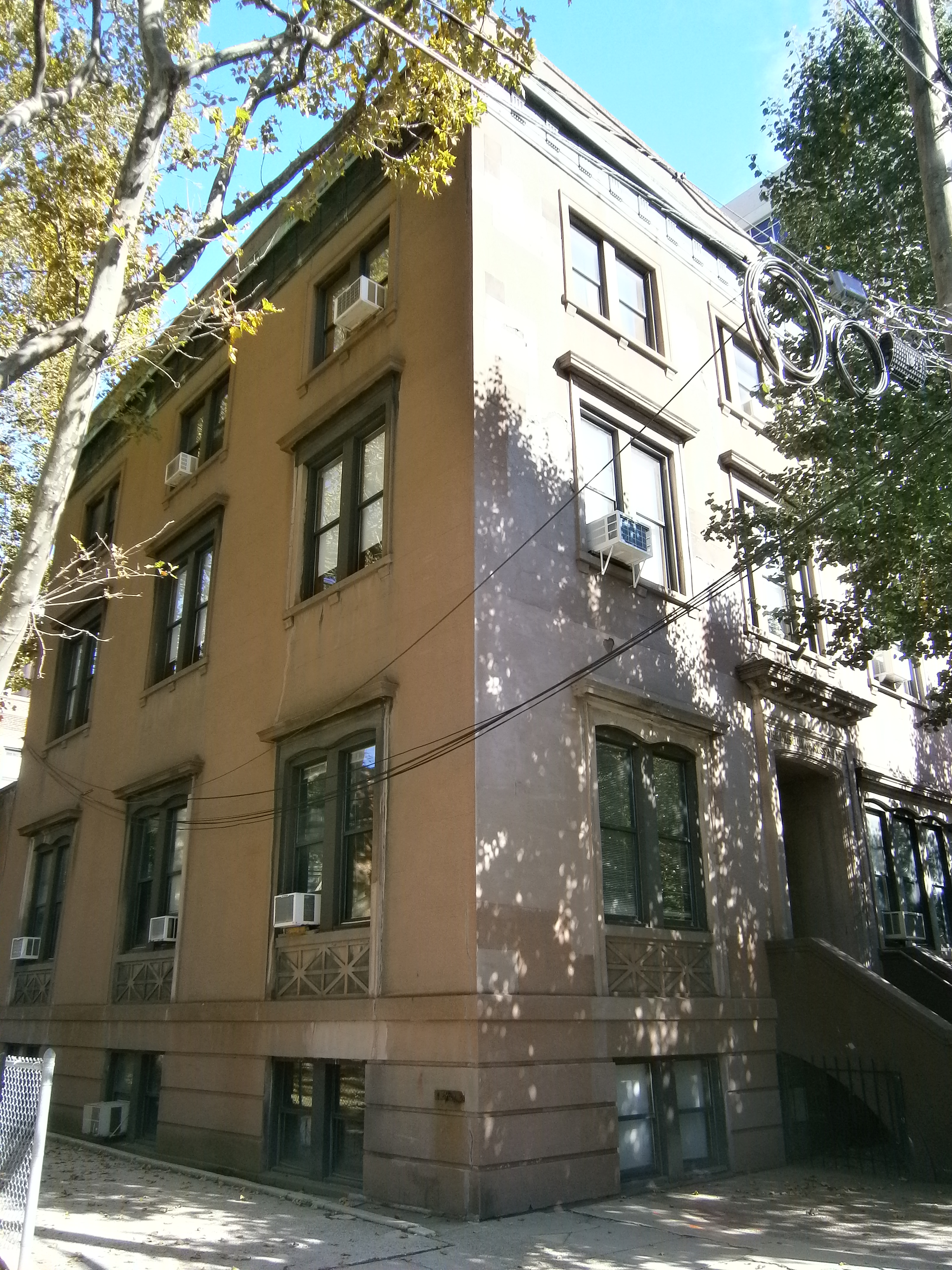
Museum of Russian Art, Jersey City

- Salon international du dessin Joan-Miró, Barcelone, 1973, 1974, 1975, 1981.
- 16e Semaine internationale des peintres, Graz, 1975.
- Biennale internationale d'arts graphiques, Ljubljana, 1977.
- Weintraub Gallery, New York, 1977.
- Biennale internationale des jeunes artistes de New York, 1977.
- Washington International Art Fair, Washington, 1977.
- Frederik Wight Gallery, Los Angeles, 1977.
- Salon d'automne, Grand Palais, Paris, 1979, 1980, 1986[1].
- Salon d'art contemporain de Montrouge, 1981.
- Salon de mai, Grand Palais, Paris, 1981, 1987, 1989[1].
- Biennale de dessin de Cleveland, 1981-1985.
- Salon Grands et jeunes d'aujourd'hui, Paris, 1988[1].
- Art et architecture, Unesco, Paris, 1988.
- Salon Comparaisons, Paris, 1990, 1992[1].
- De Bonnard à Baselitz - Dix ans d'enrichissements du Cabinet des estampes, Bibliothèque nationale de France, 1992[3].
- Mini Print International, Cadaqués, 1998[16].
- New York Art Fair, New York, 2002.
- New prints 2005 / Summer : etchings, International Print Center (I.P.C.N.Y.), New York, juin-août 2005[17].
- Splendor perfected - Trade relations beetween Byzantium and the countries of the Silk Road, Royal Geographic Society, Londres, 2007.
- ST-ART - Foire européenne d'art contemporain (stand Syrlin Galerie, Altenriet), parc des expositions de Strasbourg, novembre 2013[18].
- Nadine Coleman, Meredith Mullins, Lilya Pavlovic-Dear, Kent Ravenscroft, Galerie Étienne de Causans, 25, rue de Seine, Paris, mars-avril 2014.
- La route de la soie (dont onze peintures par Lilya Pavlovic-Dear), Shaanxi Provincial Art Museum Xi'an, septembre 2014[19].
- Search for imagination, Museum of Russian Art (MoRA) (en), Jersey City, octobre 2016[20].
- Marco Polo - Sur la route de la soie, par Lilya Pavlovic-Dear, Biennale de Venise mai-novembre 2017[21].
- L'empreinte de Notre-Dame, Galerie Orenda, Paris, février-juin 2020[22].

## Réception critique
- « She portrays the unspoken and the unspeakable. » - Pierre Rouve[7]
- « Imagine a cross beetween Dubuffet, Escher and William T. Wiley (en). Lilya is a kind of landscapist of the inner psyche whose principal tools are an intricate, all-encompassing web-like structure and a fantastic quality of interior space. » - Thomas Albright[23]
- « Ses compositions abstraites sont des puzzles à la manière d'un Dubuffet, des improvisations organiques qui peuvent aboutir sur des éléments figuratifs. » - Dictionnaire Bénézit[1]

## Prix et distinctions
- Médaille d'argent dans la catégorie des arts, Mérite et Dévouement français[10].
- Chevalier de l'Accademia internazionle Greci-Marino[10].
- Prix européen des arts Léopold-Senghor, 2007[10].
- Grand Prix européen Botticelli, 2008[10].
- Golden Award, Confucius Academy, Guiyang, juillet 2017.

## Collections publiques

### Autriche
- Neue Galerie, Graz.

### Chine
- Shaanxi Provincial Art Museum, Xi'an.

### Espagne
- Musée national centre d'art Reina Sofía, Madrid.

### États-Unis
- Musée d'Art du comté de Los Angeles, Los Angeles :
  - Whirlpool, sérigraphie 65x65cm, 1975, l'un des trente exemplaires[24].
  - Waves, sérigraphie 65x65cm, 1975, l'un des vingt-cinq exemplaires[25].
- Musée américain d'histoire naturelle, New York.

### France
- Département des estampes et de la photographie de la Bibliothèque nationale de France, Paris :
  - Crossing, sérigraphie 65x65cm, 1975, l'un des quinze exemplaires.
  - Whirlpool, sérigraphie 65x65cm, 1975, l'un des trente exemplaires.
  - Italy, sérigraphie et eau-forte, 1979, l'un des cinquante exemplaires[3].
  - Red hills in the sunset, gravure et gaufrage 82x76cm, 1982, l'un des dix exemplaires.
  - Spaceman, gravure 24x19cm, 1982, l'un des dix exemplaires.
  - Enchanted garden, gravure 30x20cm, 1988, l'un des dix exemplaires.
  - Marco Polo (Le livre de voyage), eau-forte 50x70cm, 1995, l'un des dix exemplaires.
  - Marco Polo in Venice, eau-forte 50x65cm, 1995, l'un des vingt-cinq exemplaires.
  - Tents, eau-forte 50x65cm, 1996, l'un des vingt-cinq exemplaires.
- Musée Minerve, Yzeures-sur-Creuse.

### Italie
- Biblioteca Marciana, Venise.

### Liban
- Palais de l'Unesco, Beyrouth.

### Royaume-Uni
- Victoria and Albert Museum, Londres.

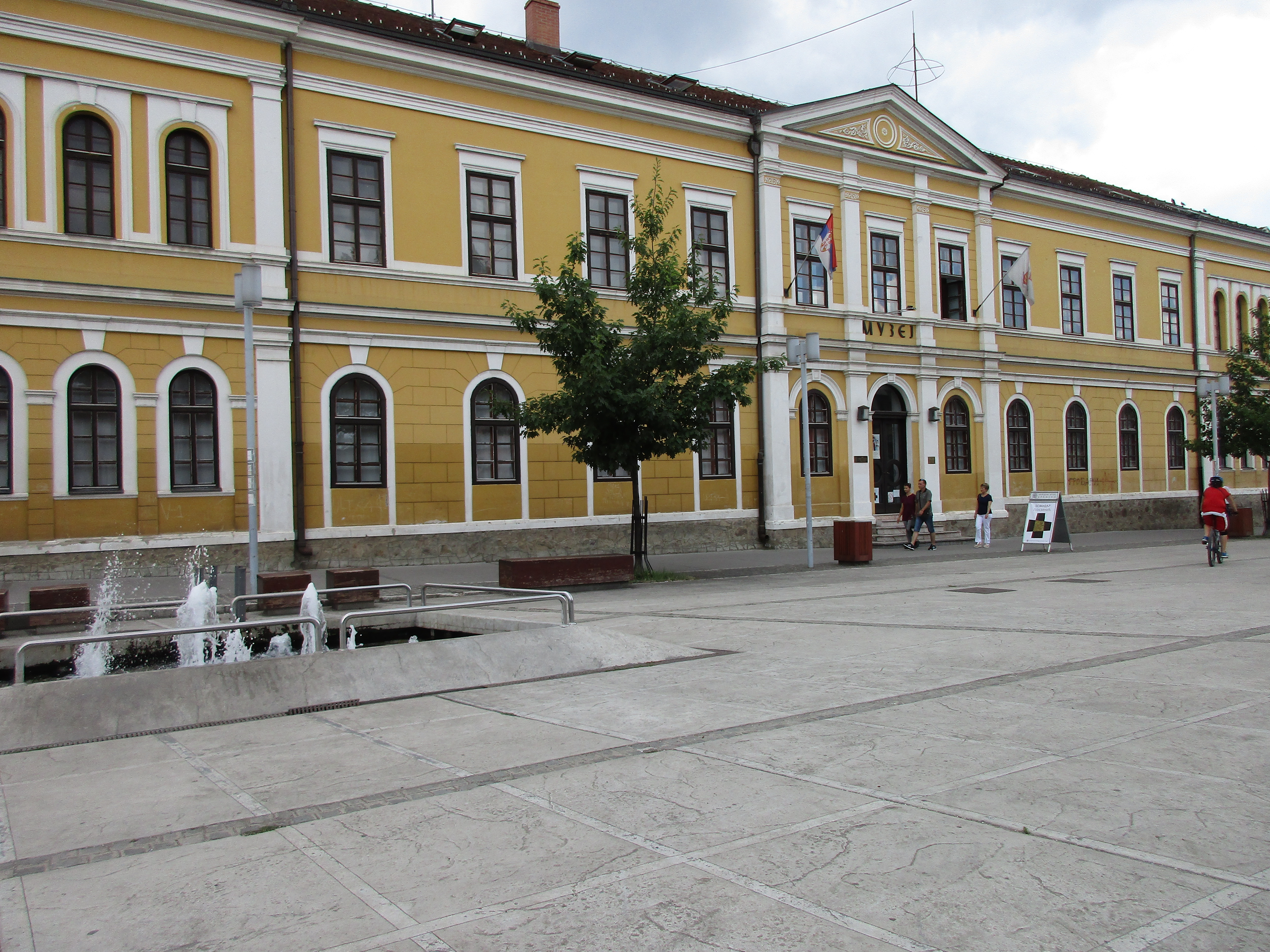
Musée national de Kraljevo

- British Library, Londres.

### Serbie
- Musée des arts appliqués de Belgrade.
- Musée historique juif de Belgrade.
- Musée national de Kragujevac.
- Musée national de Kraljevo.

## Collections privées
- Fondation d'entreprise Pernod Ricard, Île de Bendor.

### Filmographie
- Marco Polo on the Silk Road, Unesco / Biennale de Venise, 2007.
- Lilya Pavlovic-Dear, Continents & Travelers, 2011 (visionner en ligne - Source : YouTube ; durée : 4'11")